# Johannes Hermanus Barend Koekkoek

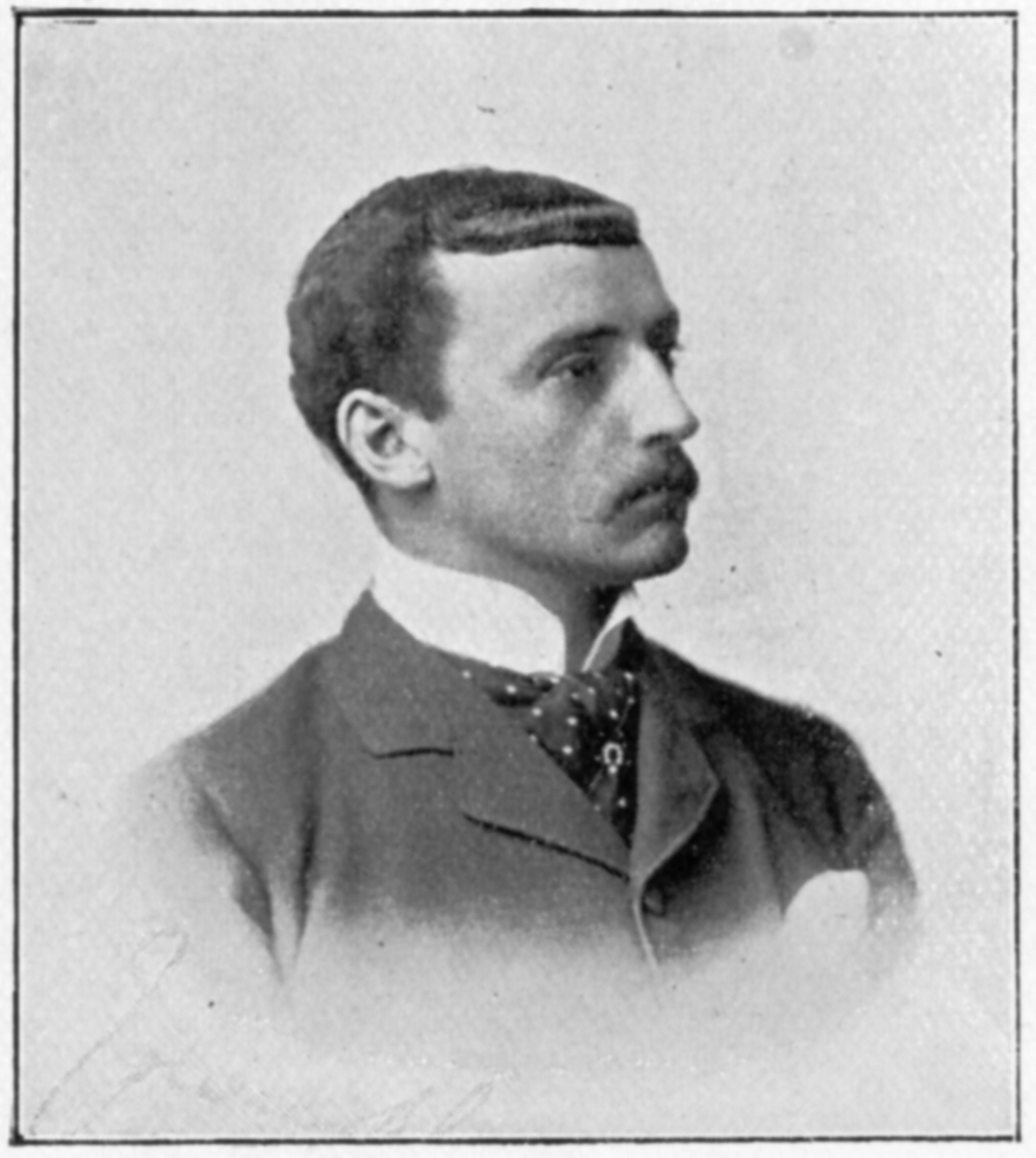
Johannes Hermanus Barend Koekkoek, 1878

Johannes Hermanus Barend Koekkoek (* 6. Juli 1840 in Amsterdam, Königreich der Niederlande; † 24. Januar 1912 in Hilversum)  war ein niederländischer Marine- und Landschaftsmaler. Er beschäftigte sich zudem mit der handwerklichen Umsetzung Dekorativer Kunst.

## Leben
Johannes Hermanus Barend Koekkoek stammte aus der holländischen Künstlerfamilie Koekkoek. Er war der dritte Sohn des Malers Hermanus Koekkoek der Ältere (1815–1882) und Enkel des Malers Johannes Hermanus Koekkoek. Wie seine Brüder Hermanus der Jüngere (1836–1909), Willem (1839–1895) und Barend Hendrik (1849–1902) wurde er von seinem Vater in Malerei unterwiesen.
Koekkoek begann 1859 in Amsterdam in der romantischen Tradition seines Vaters zu malen, jedoch änderte er seinen Stil nach 1864 unter dem Einfluss der Haager Schule in die Richtung des Realismus. In dieser Zeit malte er vor allem Strandszenen, Meerespanoramen und Szenen aus dem Leben der Fischer. Zwischen 1860 und 1864 arbeitete er in Nieuwer-Amstel (heute Amstelveen), danach in Hilversum.
Koekkoek heiratete am 3. November 1877. Er war Lehrer seines Sohnes Gerard Johannes Koekkoek und des Lion Schulman. Er war Mitglied der Sociëtait Arti et Amicitiae in Amsterdam.

## Werke (Auswahl)

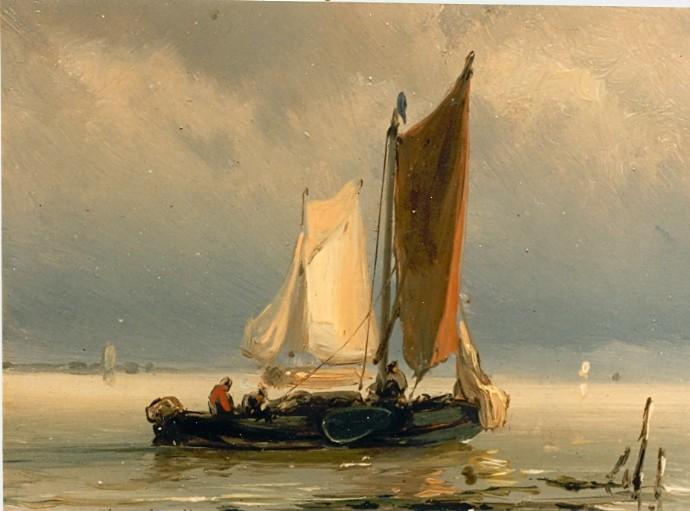
Segelschiff auf ruhiger See
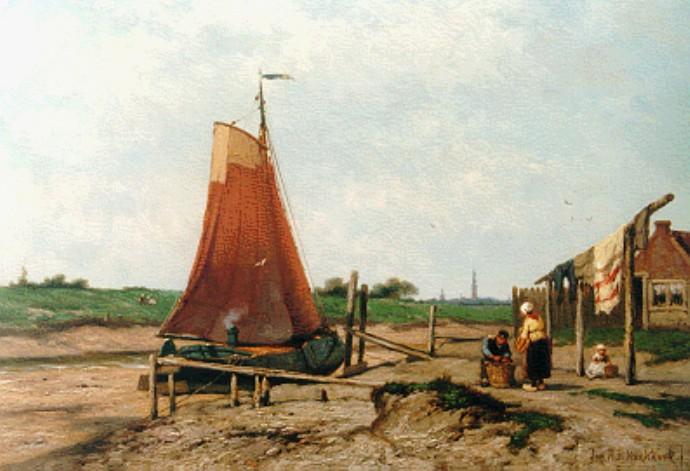
Trockengefallenes Plattbodenschiff bei Veere
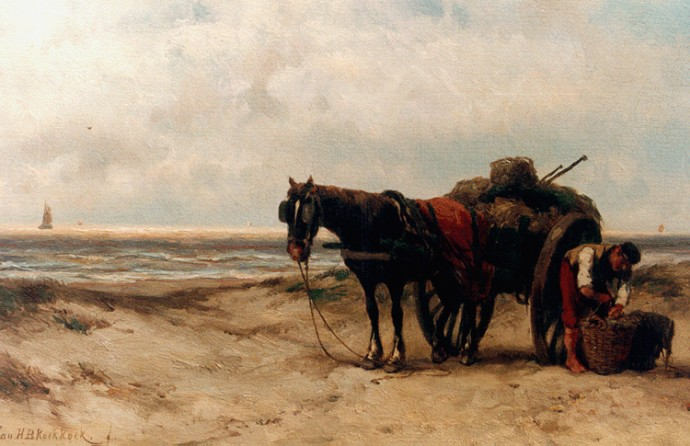
Muschelfischer
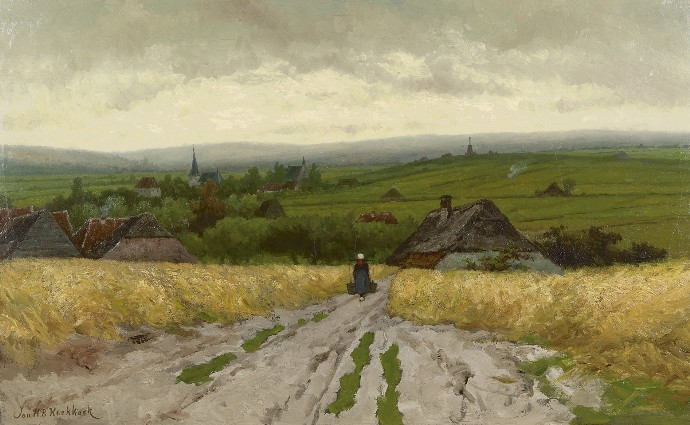
Landschaft

## Ausstellungen
Werke Koekkoeks sind heute in mehreren Museen ausgestellt, darunter das Museum Jan Cunen in Oss und das Rijksmuseum Amsterdam. Zu Lebzeiten zeigte Koekkoek seine Arbeiten auf zahlreichen Ausstellung in den Niederlanden, darunter:
- Ausstellung von Werken von lebenden Meistern in den Kunsthallen der Gesellschaft Arti et Amicitiae. Amsterdam 1875[3]
- Ausstellung von Gemälden und anderen Werken in Amsterdam lebender Meister. Koninklijke Akademie van Beeldende Künsten, Amsterdam 1877[4]
- Ausstellung von Werken lebender Meister. Amsterdam 1888[5]

## Auszeichnungen
1910 wurde Koekkoek in Hilversum für seine Handwerksprodukte der Dekorativen Kunst „mit der höchsten Auszeichnung“ geehrt.